# Hydroptila desertorum
Hydroptila desertorum är en nattsländeart som beskrevs av Wolfram Mey 1993. Hydroptila desertorum ingår i släktet Hydroptila och familjen smånattsländor. Inga underarter finns listade i Catalogue of Life.